# 황윤성 (야구 선수)
황윤성(黃潤成, 1974년 3월 14일 ~ )은 전 KBO 리그 야구 선수의 내야수이다. 2003년 12월 10일 외야수 심재학, 투수 박진철을 상대로 KIA 타이거즈에 트레이드 된 후 2006 시즌 뒤 현역에서 물러났다. 모교인 제물포고에서 코치를 역임하고 뒷날 연세대, 유신고 야구부 코치를 역임하였다.

## 학력
- 제물포고등학교